# 麒麟座V838
麒麟座V838（V838 Monocerotis、V838 Mon）是位在麒麟座的一顆紅色變星，距離太陽約20,000光年（6 kpc）；它可能是已知最大的恆星之一，該恆星在2002年經歷了一次爆發事件並被觀測到。一開始相信這是一次新星爆發，但在之後發現並非如此。爆發的原因至今不明，但有數個理論已經提出，其中包含恆星死亡的過程、聯星合併或吞噬行星。

## 爆發

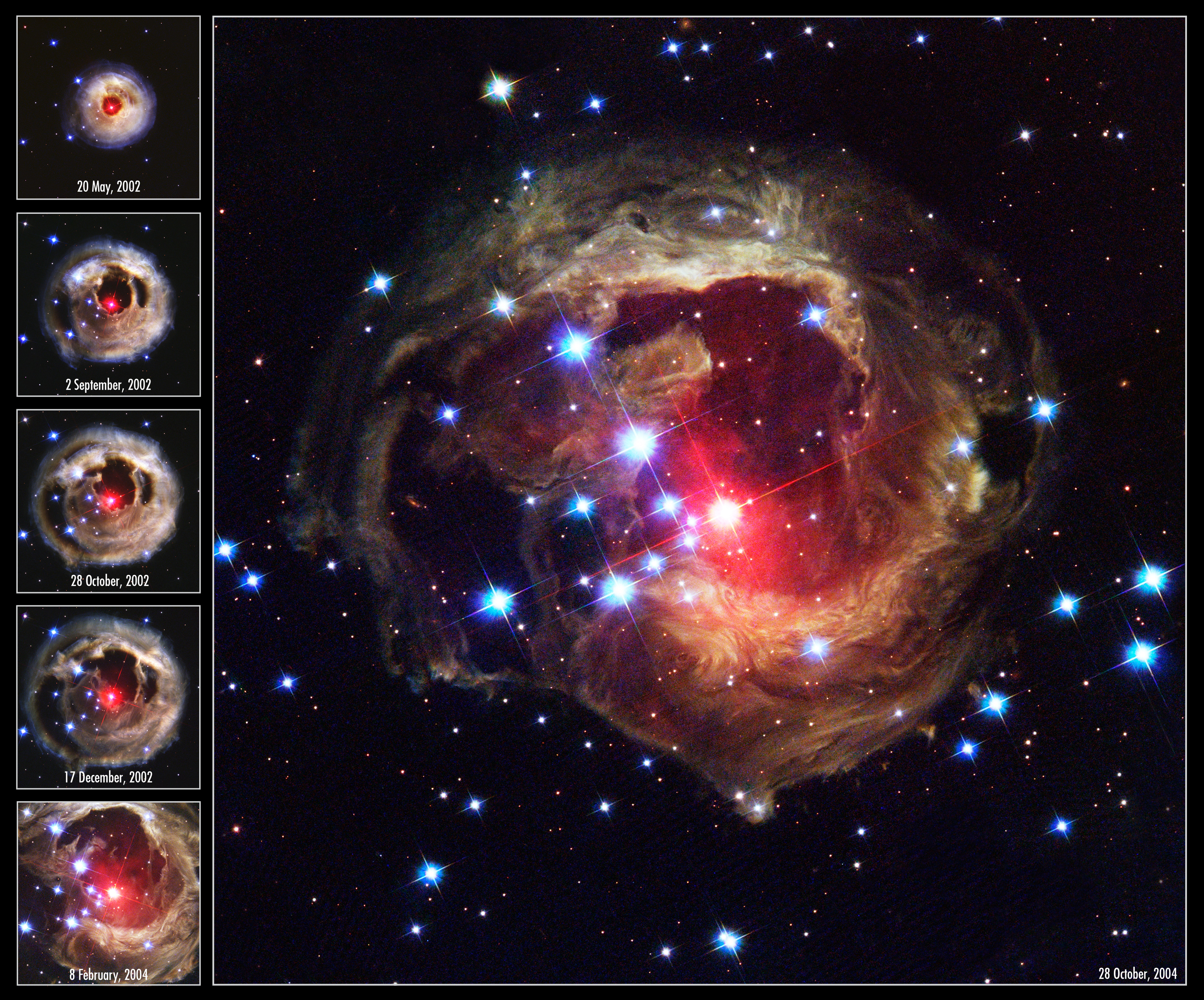
由哈伯太空望遠鏡拍攝的麒麟座V838

2002年1月6日有一顆在麒麟座內先前不知名的恆星被發現光度增加。它是一顆新發現的變星，依規定命名為麒麟座V838，代表它是麒麟座內的第838顆變星。起初的光度曲線使他被認為是一顆新星，是一對聯星中的白矮星經由吸積從鄰近的伴星獲得出足夠的氫氣，然後形成表面噴發的現象，因此它也被標示為麒麟座新星2002（Nova Monocerotis 2002）。麒麟座V838在2002年2月6日達到6.75等的最大視星等，然後光度一 如預期的很快變暗。但是，這顆星在3月再度變亮，而這次光度集中在紅外線的波長上。之後，四月初在紅外線的波長上又發生一次增光，然後它的亮度回復到接近爆發之前的星等，15.6等。 這種由爆炸產生的光度曲線和之前曾經觀測過的完全不同。
這顆恆星的亮度曾經亮達約太陽的百萬倍，在它達到最大光度時，可以確認是銀河系最亮的恆星之一。造成明亮的原因是恆星表層迅速的擴大，使用帕羅馬測試干涉儀的觀測，證實了它的半徑是1,570± 400的太陽半徑（相當於木星的軌道半徑），確認了較早前間接的計算。擴大只經歷了幾個月，顯示他的速度是異常的。在熱力學定律的支配下，膨脹的氣體溫度必定會下降，因此這顆恆星變得非常低溫且呈深紅色。事實上，有些天文學家們認為這顆恆星的光譜應該屬於棕矮星的L型。如果真是這樣，麒麟座V838將會是第一顆已知的L型超巨星。

### 其他可能的類似現象
發生像麒麟座V838這種爆發的變星是突出的少數。在1988年，曾在仙女座星系偵測到一顆紅色的恆星爆發，被命名為M31-RV，在暗淡至檢測不到光度之期，達到的最大光度是絕對熱星等-9.95等(相當於太陽亮度的750萬倍)。在1994年，銀河系也曾發生類似的爆發（人馬座V4334）。

## 前身星

麒麟座V838和太陽系內部行星軌道比較。

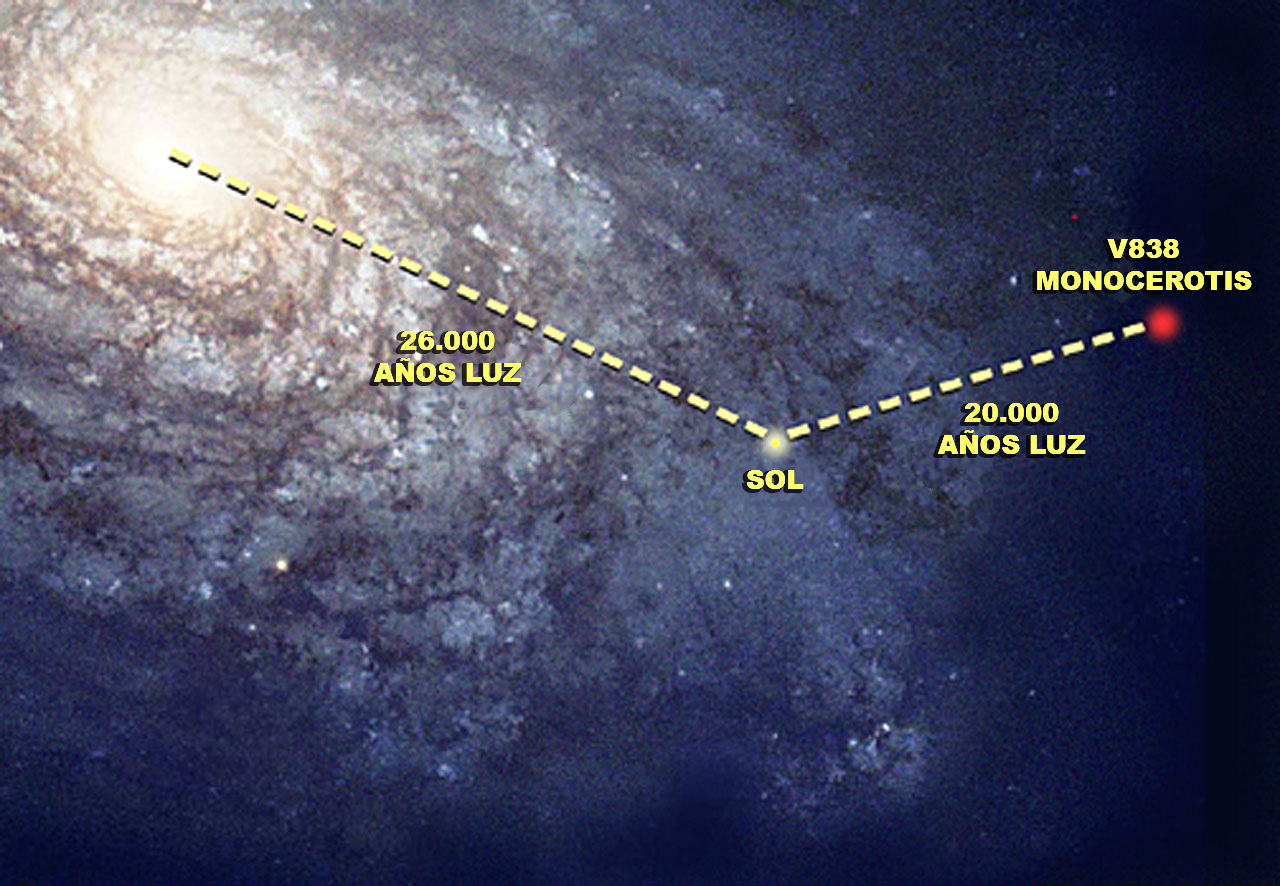
麒麟座V838在銀河系內的位置。

一些細節正在顯露這顆恆星所經歷爆炸的本質。建立在不正確的回光上的解釋，最初估計這顆恆星的距離在1,900至2,900光年之間。結合在爆發前的照片上測量到的視星等，它被認為是一顆光度不足的F型矮星，與我們的太陽沒有太大的差別，因而造成了很大的疑惑。
更精確的測量得到大了許多的距離，20,000光年(6千秒差距)，使得這顆恆星遠比太陽更大和更亮許多。這顆恆星的質量可能是太陽的5至10倍，而亮度則是550至5,000倍。原始的半徑約是太陽的5倍，溫度在4,700至30,000 K，不用說，這些都是非常粗略的。Munari等人於2005年認為這顆變星的前身是一顆質量非常大的恆星，可能高達太陽的65倍。他們還導出這個系統的恆星可能只有400萬歲的結論。
麒麟座V838的光譜顯示有一顆伴星，可能是一顆與爆炸的恆星沒有太大差異的高溫藍色恆星，是B型的主序星。這顆爆發的恆星也有可能比同行的伴星質量稍微小一些，並且是剛剛才進入主序帶。
建立在伴星的光度計視差，Munari等人得到了更遠的距離，36,000光年(1萬秒差距)。

## 回光

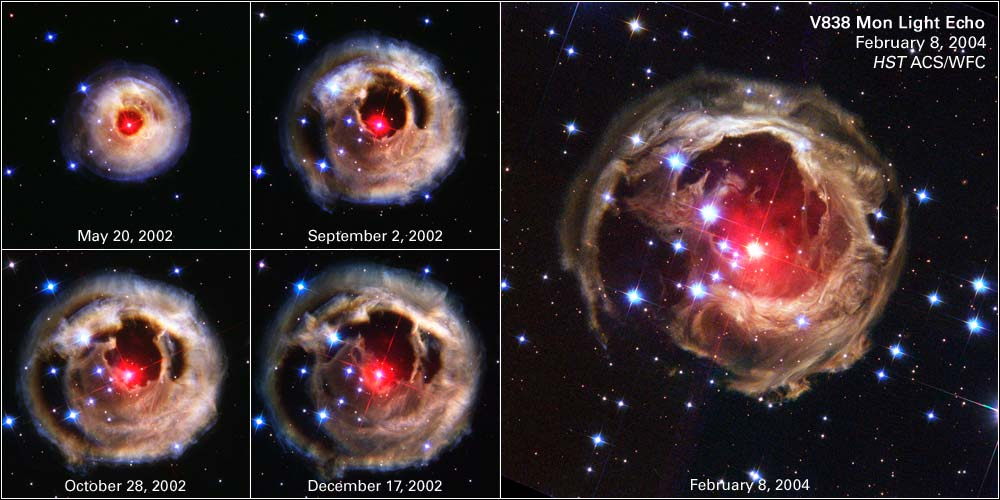
麒麟座V838不同時間的影像顯示了回光的擴張。版權：NASA/ESA.

像新星和超新星這種光度快速增加的天體一般會產生回光現象。以直線行進的光會先到達；如果星際物質形成的雲氣在恆星周圍，部分光會被星際介質雲反射。因為被反射的光行走距離較長，會較晚到達並在噴發物質周圍產生擴張的光環影像。此外，這些環乍看之下移動的速度高於光速。
麒麟座V838造成的回光現象是史無前例的，而且被哈伯太空望遠鏡以影像詳細紀錄。從照片中看來，似乎是一個膨脹中的球殼碎片，他們其實是一個不斷膨脹中的橢球被照亮所形成的，前身星在一個焦點上，而觀測者在另一個焦點上。因此，不論它的外觀如何，這些照片中的結構對觀測者實際上是凹陷的。
目前尚未明瞭周圍的雲氣和恆星本身是否有關。如果相關的話，它們可能是在先前的爆發中形成的，這將排除數種基於單一災難性事件的模型。然而有強烈證據顯示麒麟座V838系統相當年輕，而且至今還位於形成它的星雲內。
有趣的是，麒麟座V838第一次噴發是發生在較短的波長（較偏藍），並且在其回光中可見：回光的外邊緣在哈伯拍攝的影像中是偏藍的。

## 模型
到目前為止，已經有好幾個相當不同的模型被發表，用來解釋麒麟座V838爆發的原因。

### 異常新星爆發
麒麟座V838儘管是如此的突出和不尋常，但畢竟還是一顆新星。然而，這是非常不尋常的考慮：一個包含一顆年輕且大質量B型恆星的系統。這個系統沒有足夠的時間讓一顆可能的白矮星冷卻和吸積足夠的物質來產生爆發。

### 瀕死恆星的熱脈衝
麒麟座V838可能是一顆接近死亡邊緣的後漸近巨星分支恆星。被回光照亮的星雲可能是之前恆星爆發產生，圍繞在恆星周圍的球殼狀雲氣。它突然變亮可能是因為氦閃發生；當一顆瀕死低質量恆星的核心突然發生將氦融合成碳的核融合反應時會相當混亂，但不會將恆星毀滅。這樣的事件已經知道在櫻井之星（Sakurai's Object, 人馬座V4334）發生過。然而，在麒麟座V838周圍的星際物質只提供該假說一部分的證據。一顆失去外層的瀕死恆星應該相當高溫，但觀測證據卻指出這是顆年輕恆星。

### 超巨星熱核反應
根據一些證據，麒麟座V838可能是相當巨大的超巨星。如果是這樣的話，該次爆發可能是因為恆星包層中的氦突然開始進行合成碳的核融合，也就是所謂的氦閃。相當巨大的恆星在這類事件可以有多顆存在，但這些巨大恆星在變成極為高溫的沃夫-瑞葉星之前其質量會大量流失（大約是主序星時質量的一半）。這個理論也許也可以解釋恆星周圍球殼狀的塵埃。麒麟座V838是大約位於銀心的方向，並且偏離銀河系的盤面。在星系外圍的區域恆星形成較不活躍，而且目前尚不清楚如何在該處形成如此巨大恆星。但有些非常年輕的星團在這類區域，像是距離約7kpc的Ruprecht 44和距離約6kpc，年齡約四百萬年的NGC 1893。

### 合併爆發
這次爆發可能是兩顆主序星（或者一顆質量 8 M☉ 的主序星和一顆質量 0.3 M☉ 的主序前星）「合併爆發」（mergeburst）的結果。這個模型被看起來相當年輕的系統和多星系統可能不穩定的事實所支持。較低質量的恆星可能是在一個高度偏心或者是向較高質量的恆星彎曲的軌道。電腦模擬也顯示合併的模型是可能的。這個模擬也顯示了膨脹的外層可能幾乎都是來自較小恆星。此外，合併的模型也可以解釋在爆發期間觀測到的多個光變曲線的峰值。

### 恆星捕捉行星事件
另一個可能性是麒麟座V838可能已經吞噬了它所屬的巨大行星。如果有行星進入恆星的大氣層，恆星大氣層可能會開始讓行星的軌道速度減速。當行星進入恆星大氣較深處的時候，磨擦力會變強且動能將釋出並更快速進入恆星。該恆星的外層溫度將會升高到足以驅使氘的核融合，將造成快速膨脹。接著當另外二顆行星進入膨脹的外層之後將產生一個光度的高峰。該模型計算出每年有0.4個行星被類似太陽的恆星捕捉的事件，至於類似麒麟座V838這種巨大恆星則是每年大約有0.5–2.5個行星被恆星捕捉事件。

## 其他

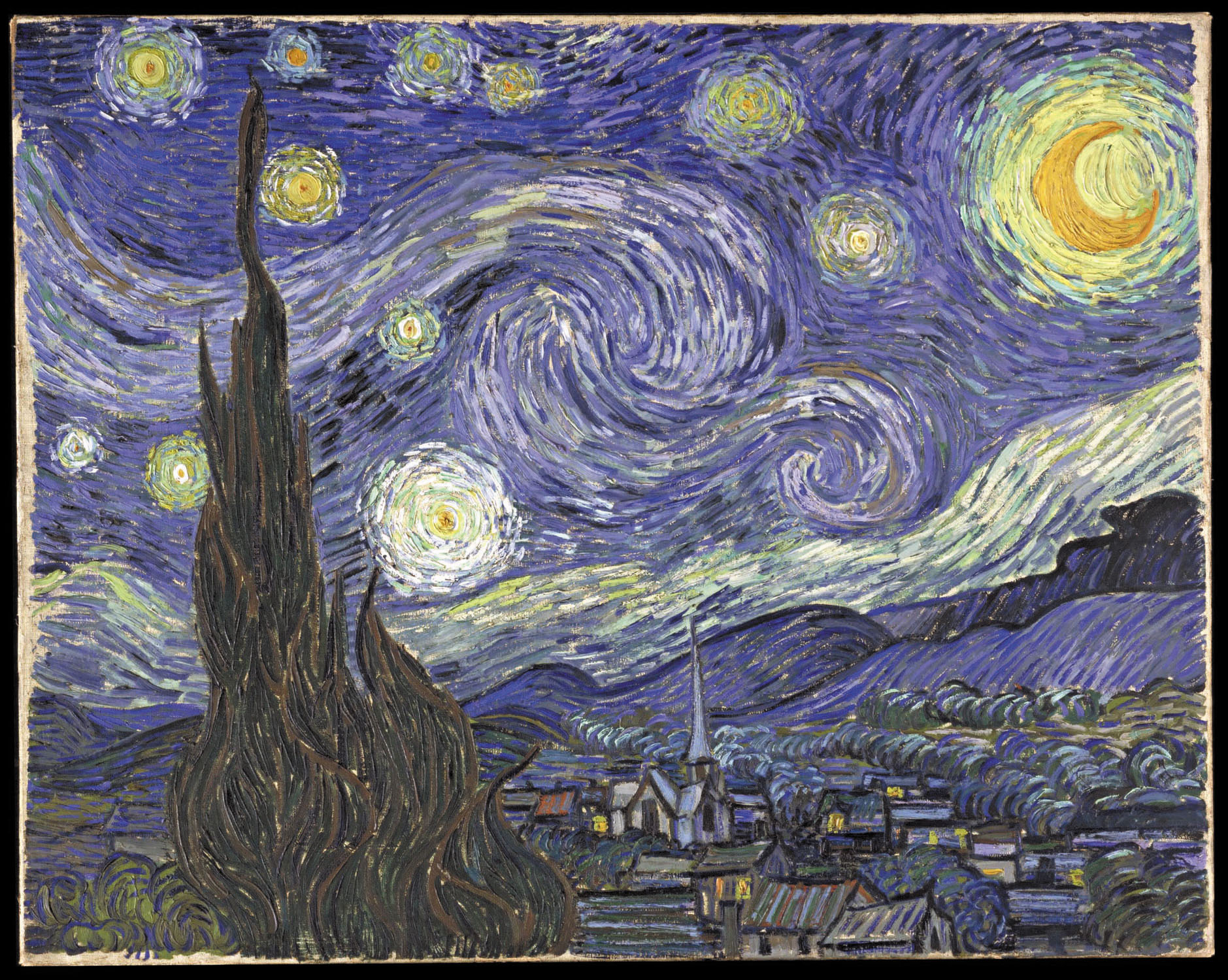
梵谷作品《星夜》。

- 哈伯太空望遠鏡的科學團隊於2004年3月4日公布於同年2月8日拍攝的照片時表示，和知名畫家梵谷的巨作《星夜》中的湍流有著相似的神韻[11][12][13]。另外也有人表示該張照片相當類似Firefox瀏覽器的註冊商標[14][15]。

## 外部連結
- AAVSO Variable Star of the Month. December, 2002: V838 Mon（页面存档备份，存于）
- Show 12: A Flash of Brilliance Dr. Frank Summers tells about the Mysterious Erupting Start
- Hubble Watches Light from Mysterious Erupting Star Reverberate Through Space（页面存档备份，存于） — STScI press release STScI-2003-10 (March 26, 2003; received on 10 August 2006)
- Light Continues to Echo Three Years After Stellar Outburst（页面存档备份，存于） — STScI press release STScI-2005-02 (February 3, 2005; received on 10 August 2006)
- The Hubble Heritage Project — more information and images (received on 10 August 2006)
- Hubble's Latest Views of Light Echo from Star V838 Monocerotis（页面存档备份，存于） — STScI press release STScI-2006-50 (Exposure dates: November 17, 2005 and September 9, 2006.  Released October 26, 2006.)
- V838 at ESA/Hubble（页面存档备份，存于）
- Slacker Astronomy video podcast and animation of V838 Mon（页面存档备份，存于）
- NASA Astronomy Picture of the Day（页面存档备份，存于） for 2002-10-03. Photos taken by Lisa Crause using the 1 meter telescope at the South African Astronomical Observatory